# Franz von Klebelsberg zu Thumburg

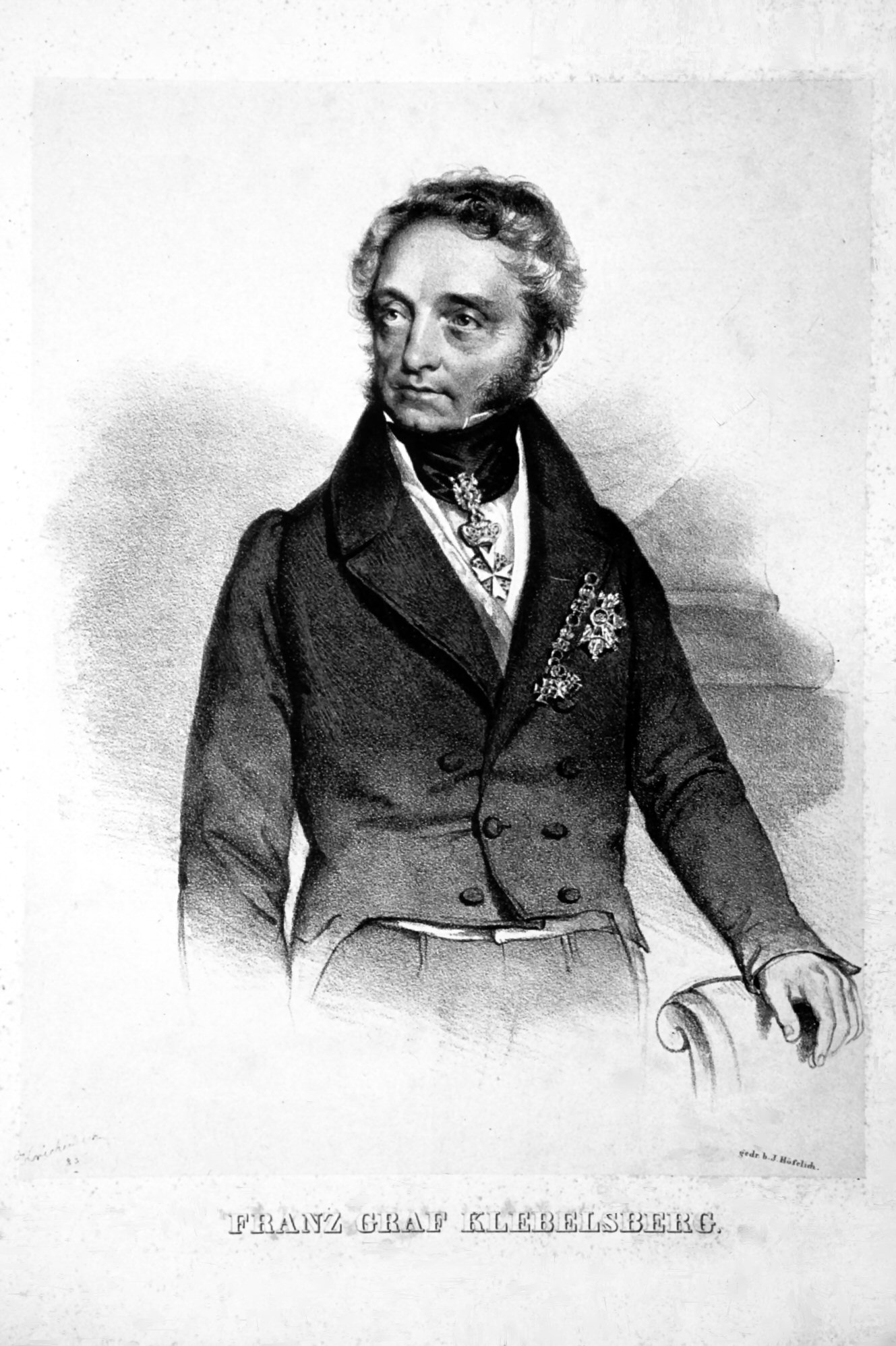
Franz Graf von Klebelsberg (1835)

Franz von Klebelsberg zu Thumburg (Franz Graf von Klebelsberg Freiherr zu Thumburg) (* 24. Juli 1774 in Trziblitz; † 28. Dezember 1857 ebenda) war ein böhmischer Adeliger, kaiserlicher Beamter, Statthalter von Niederösterreich und Präsident der Wiener Hofkammer. Er zählte zu den Mitbegründern des Prager Konservatoriums und des Nationalmuseums in Prag.

## Leben

### Werdegang
Franz Graf Klebelsberg wurde 1798 Kämmerer und 1800 Gubernialrat in Böhmen. Ab 1811 wirkte er als Direktor der Armenbrot- und Holzverwertungsaktion in Prag und ab 1813 als Generaldirektor der Kriegslazarette in Böhmen. Graf Klebelsberg wurde 1825 Vizepräsident beim mährisch-schlesischen, 1827 beim böhmischen Gubernium und wirklicher Geheimer Rat. Zum niederösterreichischen Statthalter (Regierungspräsidenten) wurde er 1828 ernannt. Schließlich war er von 1830 bis 1834 als Präsident der Hofkammer tätig.

### Förderer der Künste und Sammler
Gemeinsam mit seinen Vettern Kaspar Maria Graf von Sternberg und Franz Joseph Graf von Sternberg war er Mitbegründer des Nationalmuseums in Prag. Und ebenso galt sein Einsatz dem Prager Konservatorium und dessen Errichtung.
Klebelsberg besaß eine bedeutende Privatsammlung von Münzen, Medaillen und Kupferstichen. Außerdem gehörte ihm eine wertvolle Bibliothek.

### Ehefrau Amalie und deren Töchter

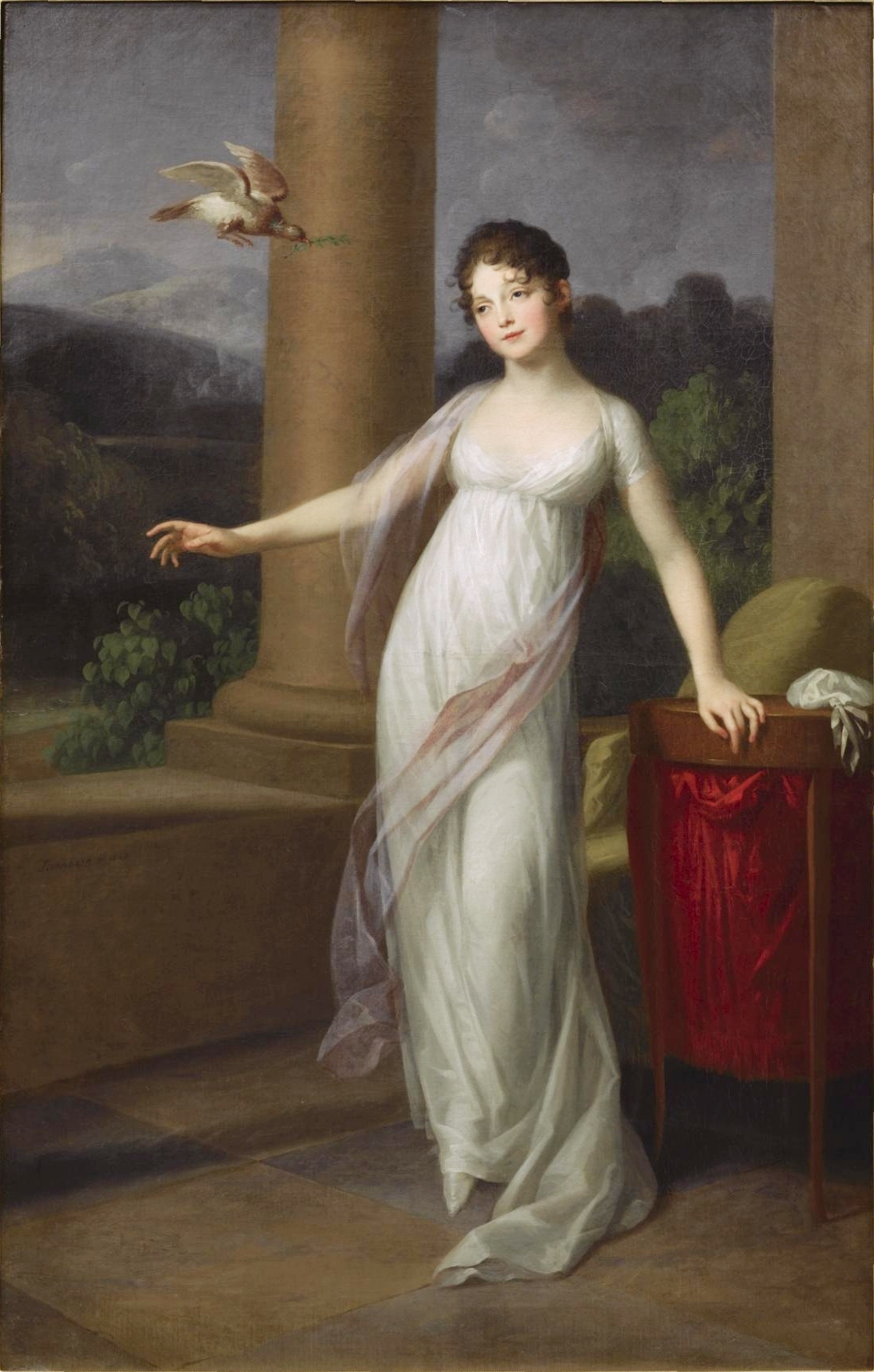
Amalie Gräfin von Klebelsberg, geborene von Brösigke, Gemälde von Johann Friedrich August Tischbein (1803)

Franz Klebelsberg zu Thumburg heiratete 1843 Amelie von Broesigke (1788–1868), verwitwete von Levetzow, die mit Goethe 1822 und 1823 in Marienbad in der Familie des Grafen Klebelsberg zusammentraf.
Amalie hatte aus ihrer ersten, geschiedenen Ehe mit dem mecklenburg-schwerinschen Hofmarschall Otto von Levetzow zwei Töchter:
- Die ältere, Ulrike von Levetzow (1804–1899), veranlasste Johann Wolfgang von Goethe 1823 zu seinem Gedicht Marienbader Elegie. Ulrike blieb unverheiratet.
- Die jüngere, Amélie von Levetzow (1805–1831), heiratete 1827 den späteren preußischen Generalmajor Leopold von Rauch.

Aus Amalies zweiter Ehe mit Friedrich Carl Ulrich von Levetzow, einem Vetter ihres ersten Ehemannes, der als preußischer Offizier in der Schlacht bei Waterloo gefallen ist, entstammte ihre dritte Tochter:
- Bertha von Levetzow (1808–1839), die mit Johann Nepomuk Freiherr Mladota von Solopisk verheiratet war.

### Trziblitz/Třebívlice
Klebelsberg gehörte das Gut Trziblitz bei  Aussig. Nach seinem Tod erbte Trziblitz seine Stieftochter Ulrike von Levetzow, von der es als Erbe ihr Neffe, der k.u.k. Oberst Adalbert von Rauch, erhielt. Adalbert von Rauch veräußerte das Gut 1901 an die  Stadt Brüx.
Klebelsbergs Stieftochter Bertha Freifrau Mladota von Solopisk erwarb in der Nachbarschaft von Trziblitz das Gut Netluk, um in räumlicher Nähe zu ihrer Mutter und ihrer Schwester Ulrike leben zu können. 